# Edmund Landolt

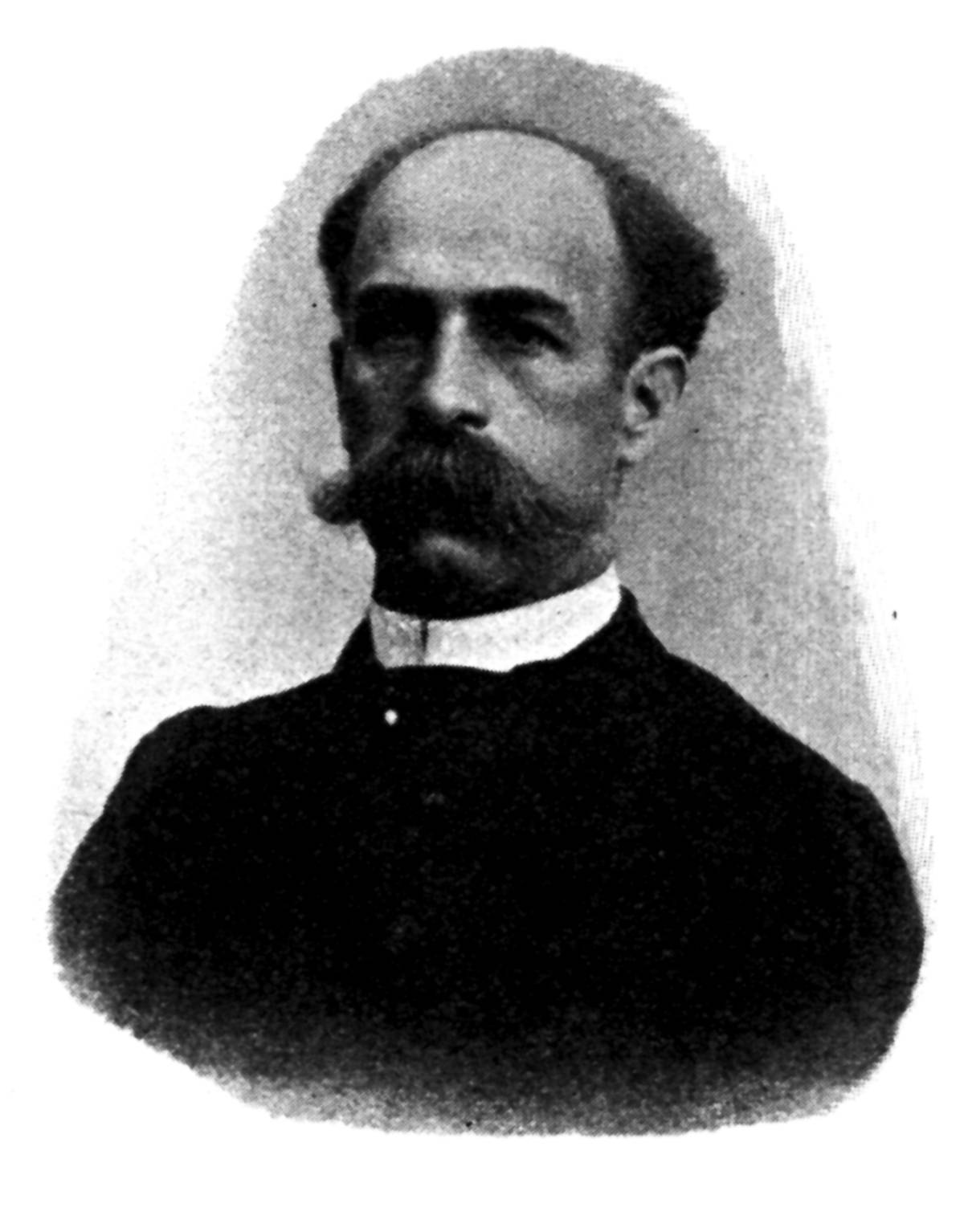
Edmund Landolt

Edmund Landolt (ur. 17 maja 1846 w Kirchbergu, zm. 9 maja 1926 w Paryżu) – szwajcarski lekarz okulista.
Studiował na Uniwersytecie w Zurychu, w 1889 roku otrzymał tytuł doktora nauk medycznych. Następnie specjalizował się u Knappa w Heidelbergu, Ferdinana Arlta w Wiedniu, Graefego i Helmholtza w Berlinie, Hornera w Zurychu oraz Snellena i Dondersa w Utrechcie. Po studiach praktykował w Paryżu, w tamtejszym Institut National des Jeunes Aveugles. Razem z Panasem i Poncetem założył „Archives d′ophtalmologie”.